# 希夫利 (加利福尼亞州)
希夫利（英語：Shively）是位於美國加利福尼亞州洪堡縣的一個非建制地區。該地的面積和人口皆未知。

## 地理
希夫利的座標為40°25′50″N 123°58′11″W / 40.43056°N 123.96972°W，而該地的平均海拔高度為44米（即144英尺）。